# Provincia del Hėntij
La provincia del Hėntij (in mongolo: Хэнтий Аймаг, Hėntij Ajmag) è una suddivisione della Mongolia centro-orientale.
Confina a nord con la Russia, ad est con le province di Dornod e Sùhbaatar, a sud con quella del Dornogov’ e ad ovest con quella del Tôv.
Al centro-sud, il territorio si estende formato da un altopiano stepposo (1.715 m) ed è attraversato dal fiume Hėrlėn, mentre al nord è chiuso dall'omonima catena montuosa dei monti Hėntij (2.452 m) ed è attraversato dal fiume Onon.
È in questa regione che nacque e, secondo molti studiosi, è sepolto il grande condottiero fondatore dell'Impero Mongolo, Gengis Khan.
Il capoluogo è Ôndôrhaan, situata sul fiume Hėrlėn. Di rilievo i musei che la città ospita tra i quali quello delle armi risalenti all'epoca di Gengis Khan.

## Economia
Nel distretto di Môrôn, 53 km ad ovest del capoluogo provinciale Ôndôrhaan, si trova la miniera di carbone di Čandgana Tal (Чандгана Тал), importante per l'economia locale.

## Geografia antropica

### Suddivisioni amministrative
La provincia del Hėntij è suddivisa nei seguenti distretti (sum):
| Sum                       | Mongolo      | Pop. (1994) | Pop. (2001) | Pop. (2005) | Pop. (2008) | Area (km²) | Densità (ab./km²) |
| ------------------------- | ------------ | ----------- | ----------- | ----------- | ----------- | ---------- | ----------------- |
| Distretto di Bajan-Adarga | Баян-Адарга  | 2.493       | 2.333       | 2.413       | 2.429       | 3.021      | 0,80              |
| Distretto di Bajanhutag   | Баянхутаг    | 2.130       | 2.280       | 2.090       | 1.949       | 6.029      | 0,32              |
| Distretto di Bajanmônh    | Баянмөнх     | 1.646       | 1.790       | 1.693       | 1.532       | 2.540      | 0,60              |
| Distretto di Batnorov     | Батноров     | 3.169       | 2.986       | 6.739*      | 2.833       | 4.968      | 0,57              |
| Distretto di Batširėėt    | Батширээт    | 2.591       | 2.196       | 2.009       | 2.092       | 7.018      | 0,30              |
| Distretto di Bajan-Ovoo   | Баян-Овоо    | 1,697       | 1,701       | 1,765       | 1,581       | 3,381      | 0.47              |
| Distretto di Bindėr       | Биндэр       | 4.184       | 3.615       | 3.537       | 3.784       | 5.386      | 0,70              |
| Distretto di Cėnhėrmandal | Цэнхэрмандал | 2.361       | 1.791       | 1.661       | 1.447       | 3.177      | 0,46              |
| Distretto di Dadal        | Дадал        | 2.826       | 2.387       | 2.534       | 2.667       | 4.727      | 0,56              |
| Distretto di Darhan       | Дархан       | 1.949       | 1.904       | 9.462**     | 1.899       | 4.455      | 0,43              |
| Distretto di Dėlgėrhaan   | Дэлгэрхаан   | 3.029       | 2.902       | 2.339       | 2.353       | 3.986      | 0,59              |
| Distretto di Galšar       | Галшар       | 2.575       | 2.906       | 2.468       | 2.074       | 6.676      | 0,31              |
| Distretto di Hėrlėn***    | Хэрлэн       | 20.172      | 16.578      | 16.783      | 17.154      | 3.788      | 4,53              |
| Distretto di Môrôn        | Мөрөн        | 2.444       | 2.264       | 2.026       | 1.934       | 2.196      | 0,88              |
| Distretto di Norovlin     | Норовлин     | 2.713       | 2.777       | 2.255       | 2.341       | 5.334      | 0,44              |
| Distretto di Ômôndėlgėr   | Өмөндэлгэр   | 3.895       | 5.739       | 5.208       | 5.148       | 10.877     | 0,47              |
| Distretto di Žargalthaan  | Жаргалтхаан  | 1.863       | 2.073       | 1.848       | 1.926       | 2.752      | 0,70              |

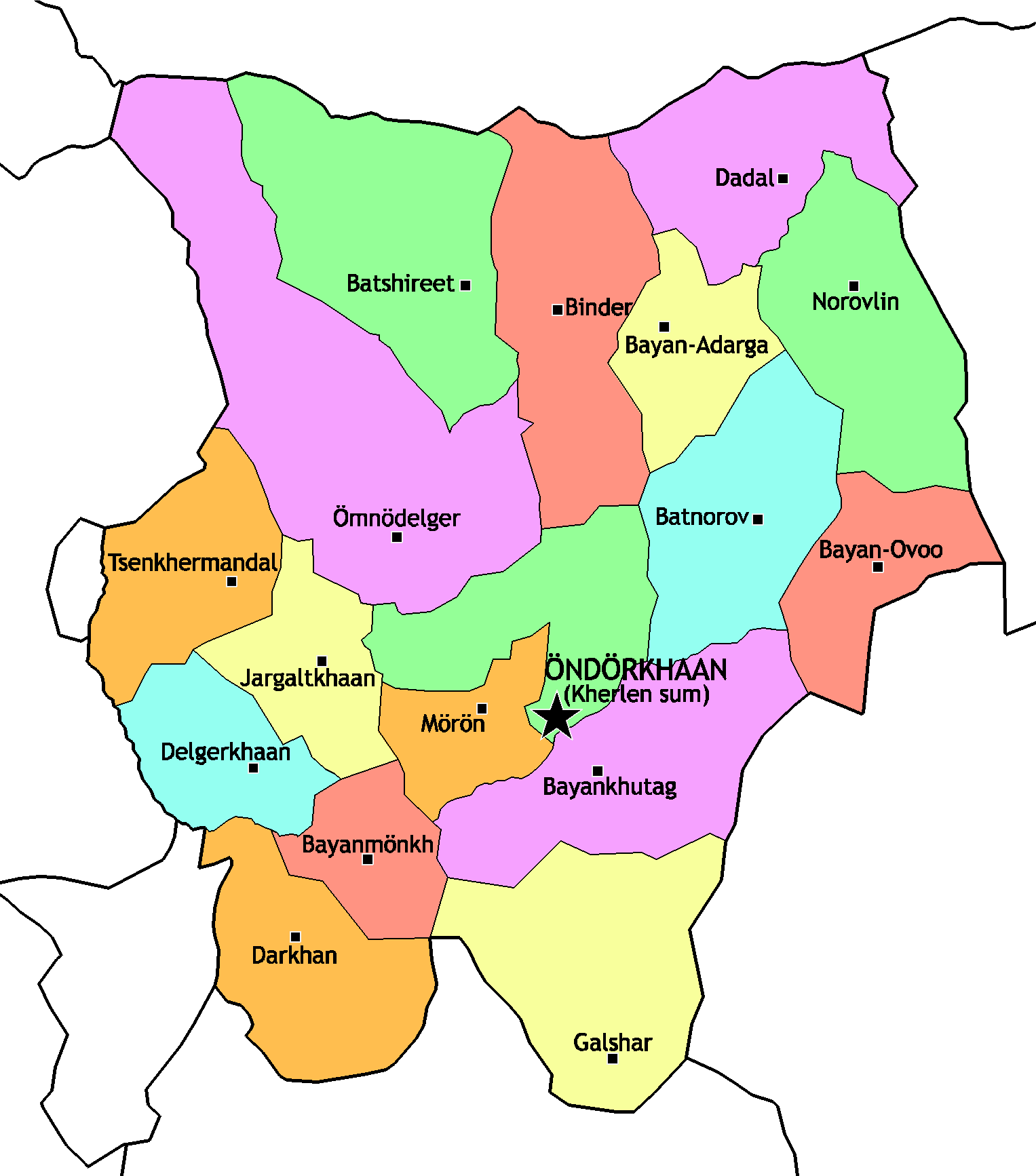
I sum della provincia del Hėntij (nella traslitterazione anglosassone)

* - incluso il centro di Bėrh (Бэрх).
** - incluso il centro di Bor-Ôndôr (Бор-Өндөр).
*** - incluso il capoluogo Ôndôrhaan.